# Гладунко, Людмила Михайловна
Людми́ла Миха́йловна Гладунко́ (родилась 31 мая 1947 года) — советская и российская киноактриса, кинорежиссёр, сценарист. Заслуженная артистка Российской Федерации (1996).
Художественный руководитель к/к «Дебют».

## Биография
Людмила Гладунко родилась 31 мая 1947 года в городе Хмельницкий в семье актрисы Риты Гладунко.
Первую роль ей доверил режиссёр Эдмонд Кеосаян в своей картине «Где ты теперь, Максим?». Её партнёром по этому фильму стал начинающий тогда актёр Борис Токарев, за которого она впоследствии вышла замуж.
В этом же 1964 году Людмила окончила школу экстерном и поступила во ВГИК. Во время учёбы Людмила Гладунко снялась в нескольких фильмах. В 1969 году окончила институт и стала актрисой Театра-студии киноактёра. Снялась практически во всех картинах своего мужа Бориса Токарева.
В 1996 году Людмиле Гладунко было присвоено звание Заслуженной артистки Российской Федерации.

## Фильмография

### Актриса
- 1964 — Где ты теперь, Максим? — Зинка
- 1964 — Криницы — школьница (нет в титрах)
- 1965 — Чистые пруды — Женя Румянцева, лётчица, лейтенант
- 1967 — Фокусник
- 1969 — Мосты через забвение — девушка
- 1970 — Морской характер — Татьяна
- 1971 — Если ты мужчина… — Люся
- 1971 — Русское поле — Таня, невеста Филиппа
- 1972 — Лёгкая вода — Светлана Логунова
- 1974 — Кыш и Двапортфеля — Вета Павловна, классный руководитель
- 1975 — Единственная… — Наташа
- 1978 — Я хочу вас видеть / Ich will euch sehen — Ира
- 1979 — Шествие золотых зверей — Юля
- 1980 — Расследование — Людмила Петровна Розова
- 1982 — Нас венчали не в церкви — Анна Кувшинская
- 1984 — Поручить генералу Нестерову… — Нина
- 1985 — Ещё люблю, ещё надеюсь — Зина, дочь Захаровых
- 1985 — Площадь Восстания — Александра Гурьянова
- 1987 — Ночной экипаж — Вера Игоревна Мадонова, директор школы, мать Нины
- 1990 — Наш человек в Сан-Ремо — организатор конкурса певцов
- 1992 — Отшельник — Татьяна
- 1992 — Прощение — Наталья, жена Владлена Максимовича
- 2001 — Не покидай меня, любовь
- 2003 — 2007 — Моя Пречистенка

### Режиссёр
- 2001 — Не покидай меня, любовь
- 2003 — 2007 — Моя Пречистенка
- 2009 — Для начинающих любить
- 2009 — Дистанция
- 2011 — Прорицатель Омар Хайям. Хроника легенды
- 2020 — Железная роза Ивана Баташёва — фильм из цикла «Соль земли» о промышленниках братьях Андрее и Иване Баташёвых
- 2020 — Портрет неизвестного. Пётр Губонин — фильм из цикла «Соль земли» о промышленнике и меценате П. И. Губонине

### Сценарист
- 2001 — Не покидай меня, любовь
- 2003 — 2007 — Моя Пречистенка
- 2009 — Для начинающих любить
- 2009 — Дистанция
- 2020 — Железная роза Ивана Баташёва
- 2020 — Портрет неизвестного. Пётр Губонин

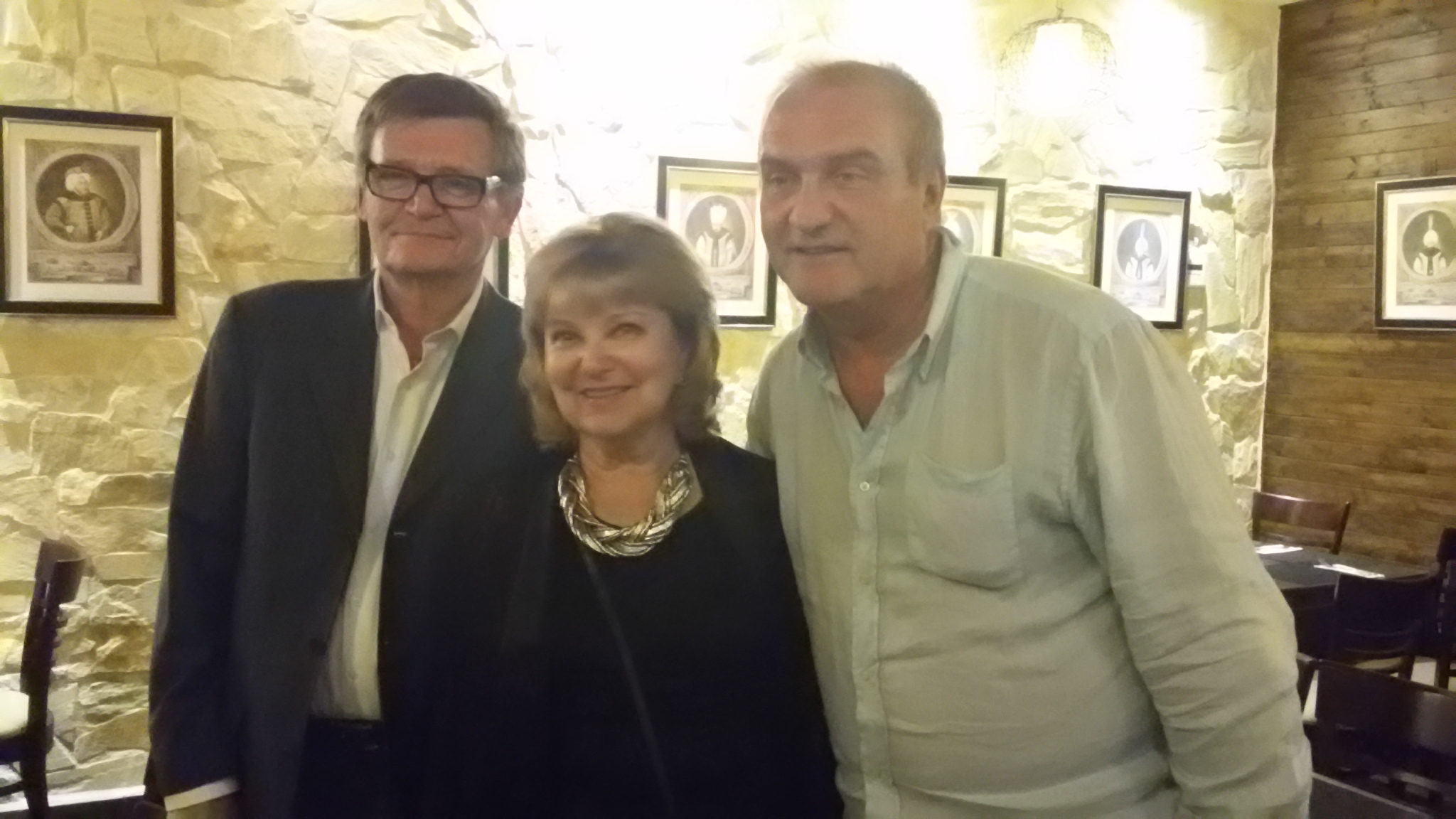
Токарев Гладунко Балуев
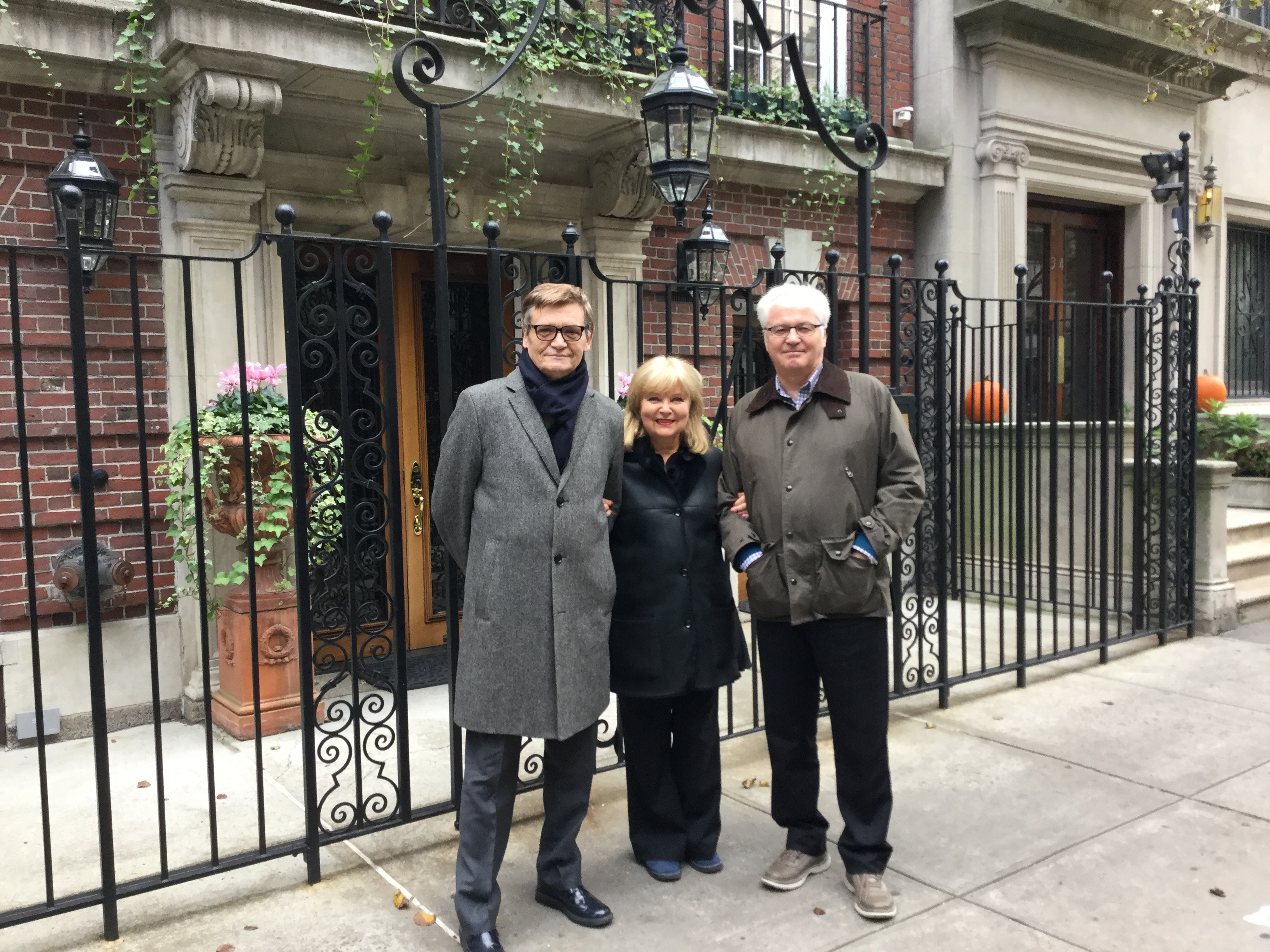
Токарев Гладунко Чуркин
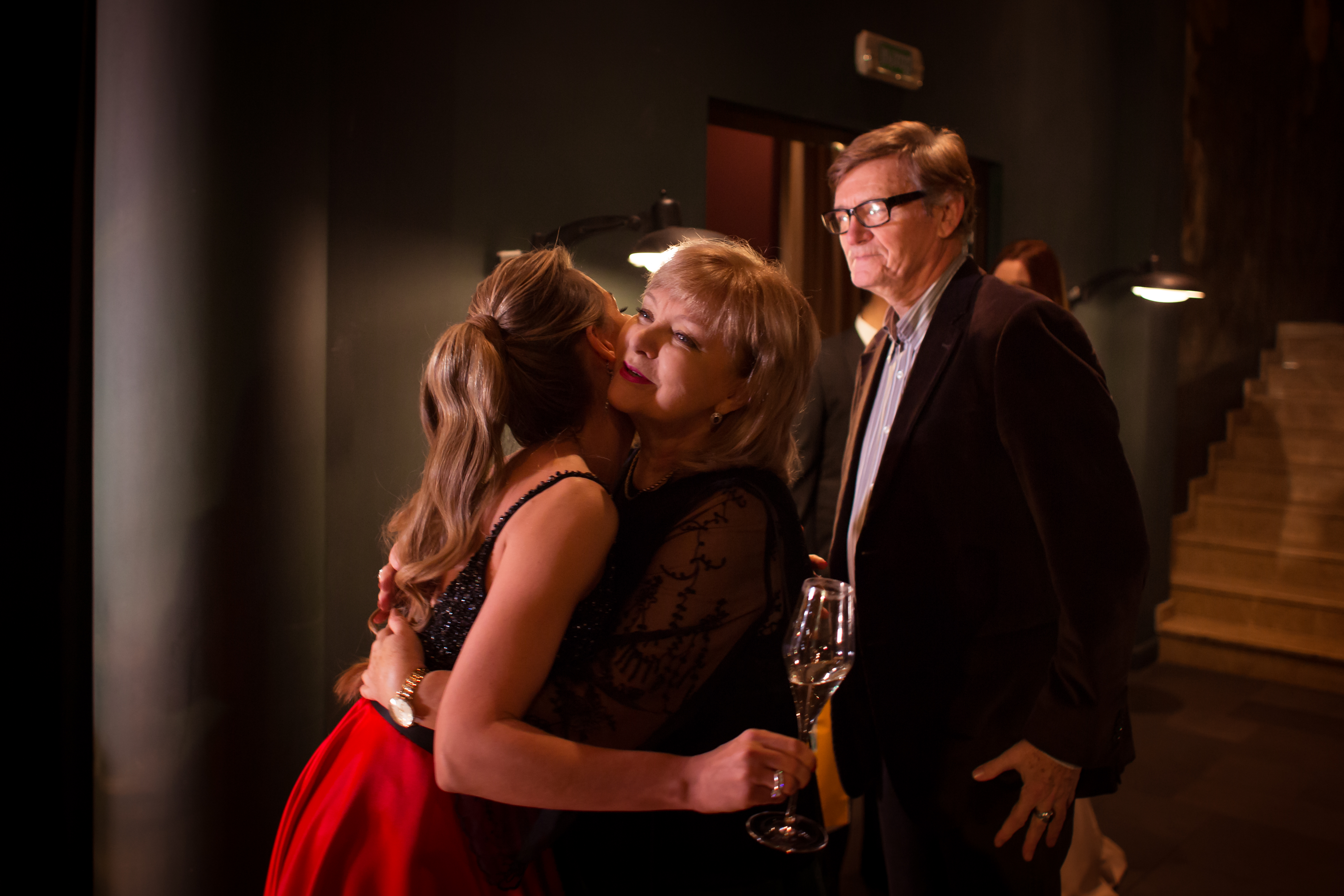
Гладунко Токарев
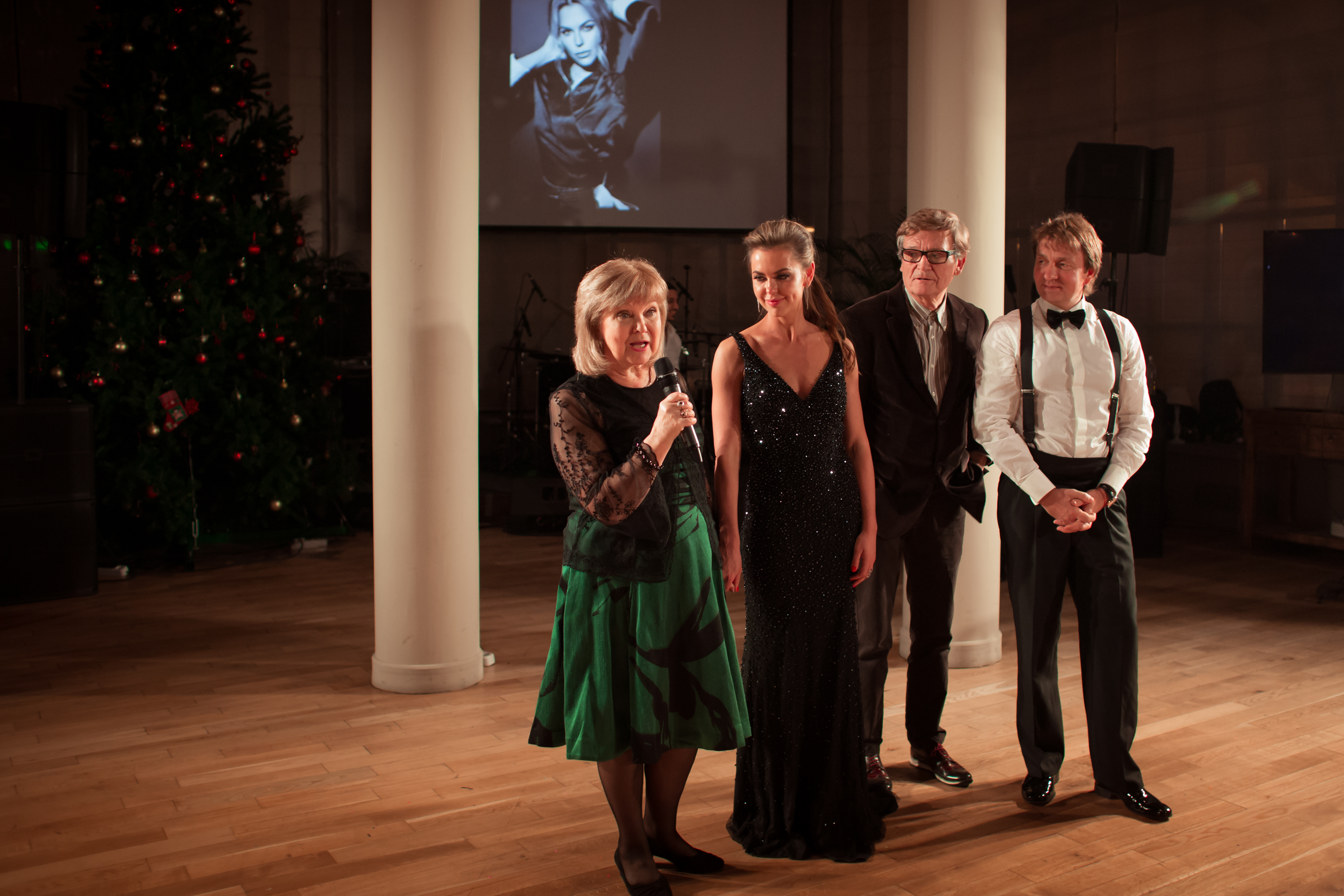
Людмила Гладунко